# Lynn Hill

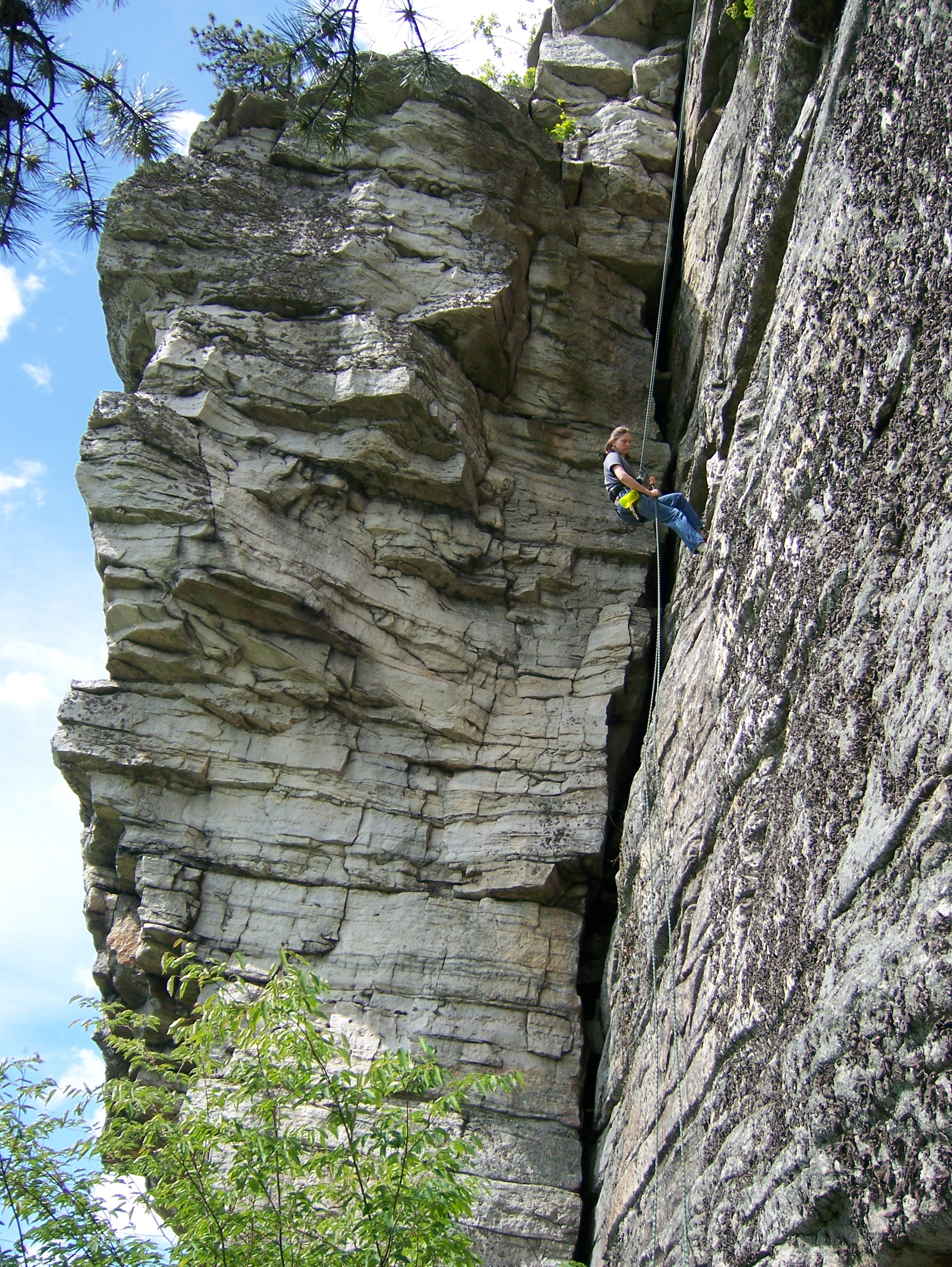
Una Chica rapelando

Lynn Hill (n. Detroit, Míchigan; 1 de marzo de 1961) es una escaladora estadounidense conocida por ser una de las mejores escaladoras deportivas durante finales de la década de 1980 y principios de la de 1990 y realizar la primera ascensión en estilo libre de la vía The nose en El Capitán en el valle de Yosemite.
Aunque nació en Detroit, Míchigan, se crio en el sur de California. Se inició en la escalada con 14 años durante un viaje en el que acompañaba a su hermana y al novio de esta. A principios de la década de 1980 formó parte de la comunidad escaladora que se congregó en torno al Campo 4 en el valle de Yosemite. Asimismo, participó en varias producciones televisivas, como el programa Survival of the Fittest en el que fue concursante y ganó varias ediciones. Este hecho le proporcionó gran popularidad.
En 1979 se convierte en la primera mujer en encadenar una vía de octavo grado (5.12+/5.13) con Ophir Broke en Ophir, Colorado. Realizó la primera ascensión a vista de la vía Yellow Crack (5.12R/X) perteneciente a la escuela de escalada The Gunks en 1984. De 1986 a 1992 Lynn Hill se erigió como una de las mejores escaladoras deportivas del momento al ganar más de 30 títulos internacionales entre los que cabe destacar cinco victorias en el Arco Rock Master. En 1991 marcó de nuevo un hito en la escalada de dificultad femenina al ser la primera mujer en encadenar una vía de 8b+ con Masse Critique en Cimai, Francia.
Tras esta etapa dedicada a la competición como escaladora profesional, Hill retornó en 1993 a la escalada clásica con la primera ascensión absoluta (femenina y masculina) en libre a la vía The nose, una de las vías míticas del valle de Yosemite, formando cordada con Brooke Sandahl. Un año después volvió a escalar la misma vía en menos de 24 horas, para lo que inició su ascensión a las 22.00 del 19 de septiembre de 1994. La graduación original que la escaladora estadounidense otorgó a esta vía fue de 8a/8a+. Hubo de pasar una década para poder ver la primera repetición en libre de The nose pese a los numerosos intentos protagonizados por los mejores escaladores de grandes parades de todo el mundo. Con el paso del tiempo, se ha consensuado que el grado para el vigesimoséptimo largo de la vía, el Cambio de diedros, considerado el más difícil, es de 8b+. Este dato confirma las ascensiones en libre de Hill de esta vía como uno de los logros más impresionantes de la historia de la escalada. The nose vio su primera repetición en libre en 1998, cuando Scott Burke alcanzó la cima tras 261 días de esfuerzo.
El 14 de octubre de 2005 la cordada mixta formada por Tommy Caldwell y Beth Rodden liberó The nose y al día siguiente Caldwell volvió a liberarla en menos de 12 horas.
Hill se casó en 1988 con el también escalador Russ Raffa en una ceremonia en la que los novios vestidos de boda hicieron sus votos suspendidos de lo alto de una de las paredes de la conocida zona de escalada The Gunks. Pusieron fin a su matrimonio en 1991.
El 14 de abril de 2003 Hill dio a luz a su hijo, Owen, fruto de la relación con su compañero Brad Lynch.
En la actualidad es embajadora de la marca de material y ropa de montaña Patagonia.
Hill comenzó a ofrecer climbing camps en cinco lugares de Estados Unidos en 2005 con idea de ampliar el número en años posteriores.